# Willem Doudijns
Willem Doudijns o Doedyns o Dodens o Giudins,   detto Diomedes (L'Aia, 31 dicembre 1630 – L'Aia, dicembre 1697), è stato un pittore, incisore, disegnatore e decoratore d'interni olandese del secolo d'oro.

## Biografia
Figlio di un borgomastro dell'Aia e colonnello della Schutterij, fratello di Jacob e padre di Hendrik, entrambe iscritti alla Confrerie Pictura, probabilmente come amatori, studiò per due anni presso Alexander le Petit.
Soggiornò in Italia dal 1649 al 1661, in particolare, citato assieme a Bartholomeus Appelman e Philips le Petit, dal 1656 al 1657 fu a Roma, dove divenne membro della Schildersbent con il soprannome di Diomedes. Qui eseguì copie di dipinti selezionati e di antichità.
Ritornato all'Aia nel 1661, fu ammesso alla Confrerie Pictura. Rimase nella sua città natale fino alla morte, tranne l'anno 1672 che trascorse ad Amsterdam. Nel 1698 la sua casa ed un lascito costituito da numerosi dipinti furono venduti. A testimonianza della celebrità di quest'artista, il suo concittadino Samuel Sylvius compose la poesia Funerale del Sig.Willem Doedijns, arci-pittore del secolo.
Fu anche tra i fondatori dell'Accademia dell'Aia.
Dipinse principalmente soggetti allegorici, mitologici e religiosi. Tra i suoi dipinti, soprattutto decorazioni a soffitto, il più conosciuto è Il giudizio di Salomone presso il municipio dell'Aia. Affrescò anche il Museo delle Antichità a Utrecht. I suoi disegni, realizzati in Italia, furono incisi da Jan de Bisschop.
Furono suoi allievi Erasmus Arondeus, Frans Beeldemaker, Gijsbert de Bije, Bartholomeus van Burgindis, Arnoldus Gouda, Nicolaes Hooft, Pieter van der Hulst, Daniël Jacobsz., Lowys Paen, Nicolaes van Ravesteyn, Pieter van Reenen, Pieter Jansz. van Ruyven, Augustinus Terwesten, Mattheus Terwesten, Michiel van der Valck, Daniël Walewijns, Domenicus van Wijnen e Willem Wissing.

## Opere
- Vergine Vestale mentre brucia l'incenso, olio su tela, 73,5 x 60,7 cm, 1670 circa, collezione privata
- Torso di uomo, incisione da scultura romana, 1670 circa[4]
- Scultura di donna romana, disegno da incisione di Jan de Bisschop[5]
- Il giudizio di Salomone, 3 dipinti presso il vecchio municipio, L'Aia[6]